# Sebadelhe da Serra
Sebadelhe da Serra ist ein Ort und eine ehemalige Gemeinde (Freguesia) im portugiesischen Kreis Trancoso. Die Gemeinde hatte 130 Einwohner (Stand 30. Juni 2011).
Am 29. September 2013 wurden die Gemeinden Sebadelhe da Serra, Terrenho und Torre do Terrenho zur neuen Gemeinde União das Freguesias de Torre do Terrenho, Sebadelhe da Serra e Terrenho zusammengeschlossen.